# Conularider
Conularider (Conulariida) är en ordning av fossila nässeldjur, som levde från kambrium till trias. Tidigare fördes djurklassen till maneterna, men man är idag mer osäker.
Conulariderna har fått sitt namn av det latinska namnet för käglor. De kunde bli decimeterstora och hade ett strutformigt, i tvärsnitt fyrkantigt ytterskelett av kalciumfosfat. Längsgående ryggar delade in kroppshålan i fack som hos andra nässeldjur och vissa fossil tyder på att nya individer kunde bildas genom strobilation, det vill säga avsnörning i långa serier. Levnadssättet är okänt, men sällsynta avtryck av tentakler antyder att conulariderna var rovdjur liksom andra nässeldjur. 